# Mohamed Salem
Mohamed Salem (arabisch محمد سالم, DMG Muḥammad Sālim; * 24. Mai 1940 in Oran; † 4. Mai 2008 in Belfort) war ein algerischer Fußballspieler, der den Hauptteil seiner Sportlerkarriere in Frankreich und Belgien absolviert hat.

## Vereinskarriere
Der im seinerzeit noch französischen Nordafrika geborene Mohamed Salem begann als Heranwachsender beim MC Oran mit dem Vereinsfußball. 1959, als in seiner Heimat noch der Algerienkrieg tobte, kam er in das französische Mutterland; der Grund dafür und auch eine Antwort auf die Frage, ob er diesen Schritt gemeinsam mit seiner Familie oder alleine vollzog, ist nicht bekannt. Nach einer kurzen Zwischenstation bei einem Amateurklub aus Saint-Rémy-de-Provence unterschrieb er Ende 1959 oder Anfang 1960 beim nordfranzösischen Erstdivisionär UA Sedan-Torcy einen Profivertrag. Gleich in seinem ersten Jahr bei den Sangliers – „Wildschweine“ ist der durchaus positiv gemeinte Spitzname für die Mannschaft aus den Ardennen – gewann er mit seinen Mitspielern den Landespokal. Dass Sedan überhaupt in das Endspiel vorstieß, verdankte die Mannschaft einem späten Tor von Salem im Halbfinal-Wiederholungsmatch gegen Girondins Bordeaux, und auch im anschließenden Endspiel hatte der großgewachsene, kantige Stoßstürmer einen Treffer zum 3:1-Sieg über Olympique Nîmes beigesteuert. In den Punktspielen war er gleichfalls häufig erfolgreich und schloss die Saison mit insgesamt 16 Treffern als Neunter unter den besten Ligatorjägern ab. 1961/62 erlitt er eine schwere Verletzung (Beinbruch), die ein längeres Pausieren erforderlich machte; dieses Los teilte Salem mit etlichen anderen torgefährlichen Angreifern in der Division 1, die gerade in der ersten Hälfte der 1960er häufig „Freiwild für die Attacken“ gegnerischer Abwehrspieler waren. Dadurch verpasste er beide Spiele seines Klubs im Europapokal der Pokalsieger, die Sedan-Torcy gegen den späteren Wettbewerbsgewinner Atlético Madrid mit 2:3 und 1:4 verlor, und brachte es auch in der Division 1 lediglich auf zwölf Punktspieleinsätze. Nach seiner Genesung war er aber weiterhin Sedans gefährlichster Stürmer; mit 21 Toren 1962/63 war er persönlich der sechstbeste Schütze der Liga, wurde zum algerischen Nationalspieler (siehe unten) und seine Mannschaft beendete die Saison als Tabellendritter. Ein Jahr darauf reichten 18 Treffer sogar für Platz 5 in der Torjägerliste.
Dennoch verkaufte sein Verein Mohamed Salem anschließend an den Traditionsklub Daring Brüssel aus der höchsten belgischen Liga. Salem blieb dort drei Jahre, aber präzisere Informationen hinsichtlich seiner Leistungen und eventueller Erfolge sind in der verwendeten Literatur nicht enthalten; einen Landesmeistertitel gewann Daring in dieser Zeit nicht – der blieb dem „Seriensieger“ jener Jahre, Sporting Anderlecht, vorbehalten –, und auch im Pokalwettbewerb reichte es nicht zu einer Endspielteilnahme. 1967 kehrte der Stürmer nach Sedan zurück. Die UA Sedan-Torcy war inzwischen eine Fusion mit dem Hauptstadtklub Racing Paris eingegangen und nannte sich nun Racing Paris-Sedan. Mohamed Salem fasste dort sofort wieder Fuß, schoss 1967/68 13 Punktspieltore, und die Mannschaft schloss die drei Saisons nach seiner Rückkehr im vorderen Mittelfeld der Division 1 ab, stieß 1969 im Pokal bis in das Halbfinale vor und schaffte es in der Liga 1970 erneut auf den dritten Rang. In dieser Spielzeit waren die Leistungen des inzwischen meist zurückgezogen und häufig sogar als Libero agierenden Mohamed Salem so konstant, dass er nach Saisonende gemeinsam mit Bernard Bosquier als bester Spieler der Division 1 mit der Étoile d’Or ausgezeichnet wurde. Nach Auflösung der Fusion Paris/Sedan hieß sein Verein nun CS Sedan, und mit dem kam Salem im Messestädte-Pokal 1970/71 endlich auch zu zwei internationalen Einsätzen in den Spielen gegen den 1. FC Köln, gegen den die Sangliers nach 1:0 und 1:5 allerdings bereits in der ersten Runde aus dem Wettbewerb ausschieden. Auch in der heimischen Liga konnten sie nicht an die Stärke früherer Jahre anknüpfen und stiegen 1971 als Tabellenschlusslicht sogar in die zweite Division ab. Mohamed Salem hielt Sedan aber weiterhin die Treue und trug dazu bei, dass 1972 der sofortige Wiederaufstieg gelang; anschließend beendete er seine Profikarriere nach insgesamt 237 Erstligaspielen mit 84 Punktspieltreffern sowie 18 Begegnungen mit elf Torerfolgen in der Division 2. Er ließ sich auch danach in Frankreich nieder, wo er 2008, drei Wochen vor seinem 68. Geburtstag, nach längerer Krankheit starb.

### Stationen
- bis 1959 Mouloudia Club d’Oran
- 1959 Saint-Rémy-de-Provence
- 1959 oder 1960–1964 UA Sedan-Torcy
- 1964–1967 Royal Daring Club Brüssel
- 1967–1970 Racing Club Paris-Sedan
- 1970–1972 Club Sportif Sedan

## Nationalspieler
Mohamed Salem debütierte im Juli 1963 bei einem Spiel gegen Ägypten in der Algerischen Nationalmannschaft. Die auch als Fennecs („Wüstenfüchse“) bezeichnete Auswahl befand sich nach der 1962 erfolgten staatlichen Unabhängigkeit des Landes noch im Aufbau und trug zwar zahlreiche Begegnungen, aber nur relativ wenige offizielle Länderspiele aus. Salem brachte es darin bis 1968 auf vier Berufungen; außerdem hat er mehrfach für die Militärnationalmannschaft Algeriens gespielt. Als Algeriens Elf, in der mehrere Frankreichprofis standen, am Neujahrstag 1964 in Algier ein überraschender 2:0-Sieg gegen Westdeutschland gelang, fehlte Salems Name aber in der Aufstellung der Fennecs.

## Palmarès
- Französischer Pokalsieger: 1961
- Finalist der Trophée des Champions: 1961 (ohne Einsatz)[14]
- Finalist der Coupe Charles Drago: 1963
- Auszeichnung mit der Étoile d’Or als bester Feldspieler der Division 1 von France Football: 1970